# 기타요시이촌
기타요시이촌(北吉井村)은 에히메현 구메군·온센군에 설치되었던 촌이다. 현재의 도온시 북부에 해당한다.